# Anthurium plurisulcatum
Anthurium plurisulcatum är en kallaväxtart som beskrevs av Luis Aloysius, Luigi Sodiro. Anthurium plurisulcatum ingår i släktet Anthurium och familjen kallaväxter. Inga underarter finns listade.